# Mellicta mixtaceladussa
Mellicta mixtaceladussa är en fjärilsart som beskrevs av Ruggero Verity 1940. Mellicta mixtaceladussa ingår i släktet Mellicta och familjen praktfjärilar. Inga underarter finns listade i Catalogue of Life.